# Педер
Педер (словац. Peder) — село в окрузі Кошиці-околиця Кошицького краю Словаччини. Площа села 11,68 км². Станом на 31 грудня 2016 року в селі проживало 399 жителів.

## Історія
Перші згадки про село датуються 1275 роком.

## Населення
| Рік:            | 1994. | 2004.    | 2014.   | 2024.   |
| --------------- | ----- | -------- | ------- | ------- |
| Кількість осіб: | 349   | 406      | 414     | 378     |
| Різниця:        |       | +16,33 % | +1,97 % | -8,69 % |

| Рік:            | 2023. | 2024.   |
| --------------- | ----- | ------- |
| Кількість осіб: | 382   | 378     |
| Різниця:        |       | -1,04 % |